# Majidea
Majidea es un género con cinco especies de plantas de flores perteneciente a la familia Sapindaceae. 

## Especies seleccionadas
- Majidea cyanosperma
- Majidea forsteri
- Majidea madagascariensis
- Majidea multijuga
- Majidea zanguebarica